# Época eduardiana

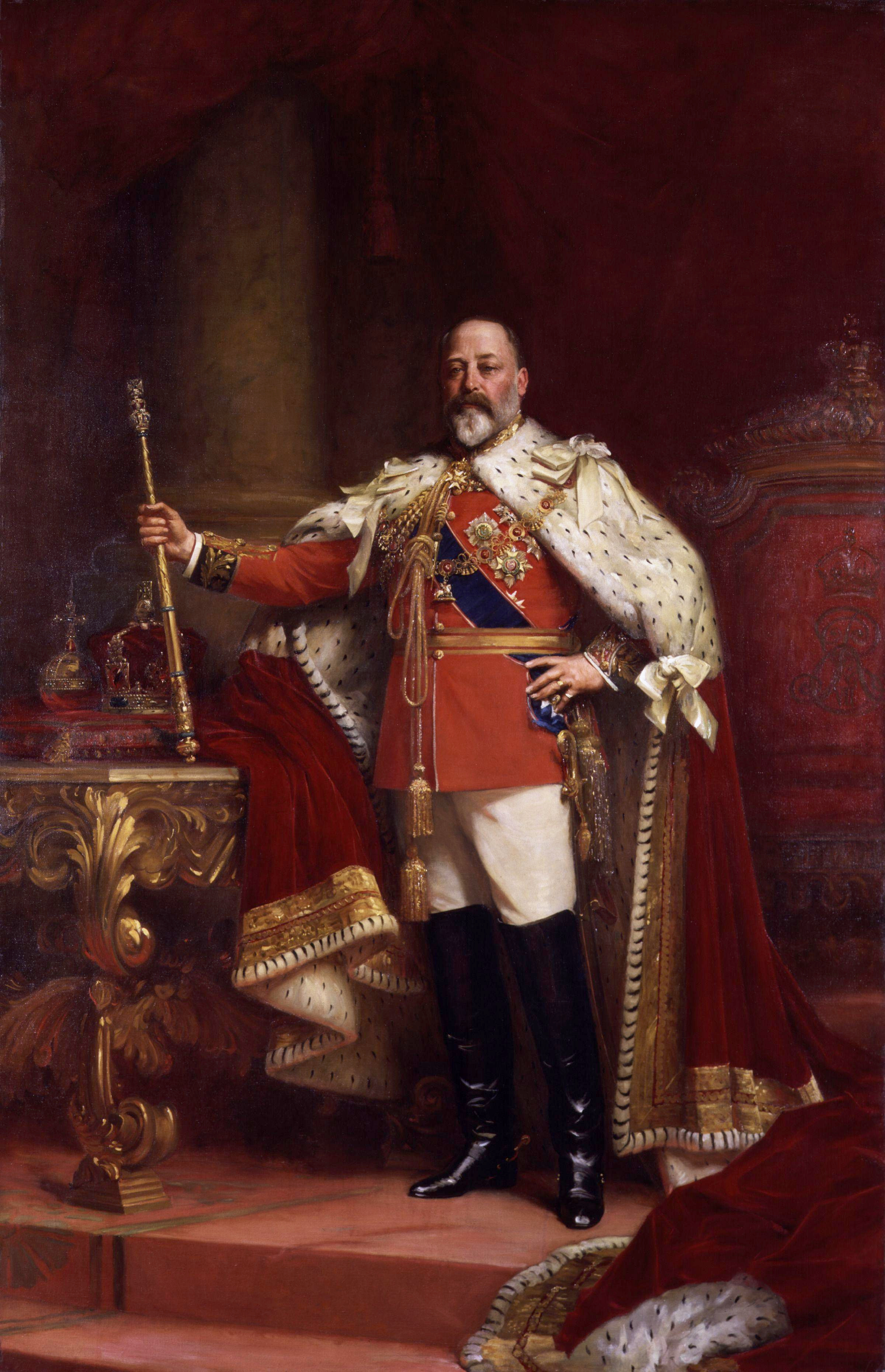
Retrato del rey Eduardo VII, a quien debe su nombre este período.

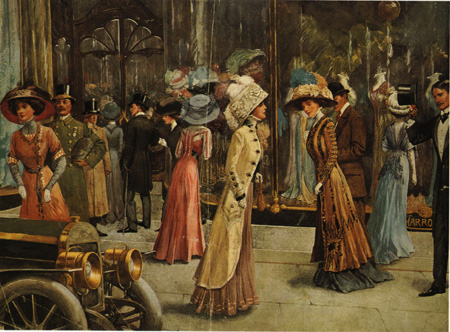
Londinenses con la ropa de moda frente a Harrods, 1909. Las faldas femeninas de día seguían siendo largas hasta el suelo y los sombreros eran grandes y muy adornados. Los hombres usaban sombrero de copa y traje formal (chaqué) por la noche o de gala pero bombines o sombreros de fieltro con traje completo (chaqueta, chaleco, camisa y pantalón) de día.

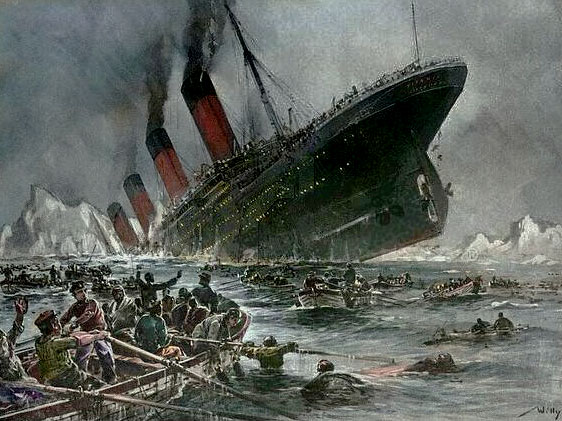
El hundimiento del RMS Titanic en 1912 es la tragedia más conocida de esta época.

La época eduardiana o era eduardiana en el Reino Unido es el período que cubre el reinado de Eduardo VII, y se extiende desde 1901 a 1910. 
El fallecimiento de la reina Victoria en enero de 1901 y la sucesión de su hijo Eduardo, marcaron el inicio de un nuevo siglo y el final de la época victoriana. Aunque Victoria había rechazado una vida social muy activa en su viudez, Eduardo era el líder de una élite a la moda que estableció un estilo influenciado por el arte y la moda de la Europa continental, posiblemente debido a la afición de viajar del rey. La época estuvo marcada por cambios significativos en la política a medida que sectores de la sociedad que habían sido ampliamente excluidos del ejercicio del poder en el pasado, como los obreros, los plebeyos y las mujeres, se politizaban cada vez más.
Samuel Hynes describió la era eduardiana como una "época de ocio en la que las mujeres llevaban sombreros de cuadros y no votaban, en la que los ricos no se avergonzaban de vivir ostentosamente y en la que realmente nunca se ponía el sol sobre la bandera británica".
Frecuentemente el período se extiende más allá de la muerte de Eduardo en 1910, y llega a incluir el año del hundimiento del RMS Titanic en 1912, el inicio de la Primera Guerra Mundial en 1914, e inclusive el final de la guerra en 1918. La guerra selló el final del período a medida que el estilo eduardiano de vida, con su inherente desequilibrio de riqueza y poder, se volvía altamente anacrónico a la vista de una población sufriente que se enfrentaba a la guerra, y la era fue expuesta a los nuevos medios de comunicación que despreciaron las injusticias de la división de clases.

## Política y eventos significativos

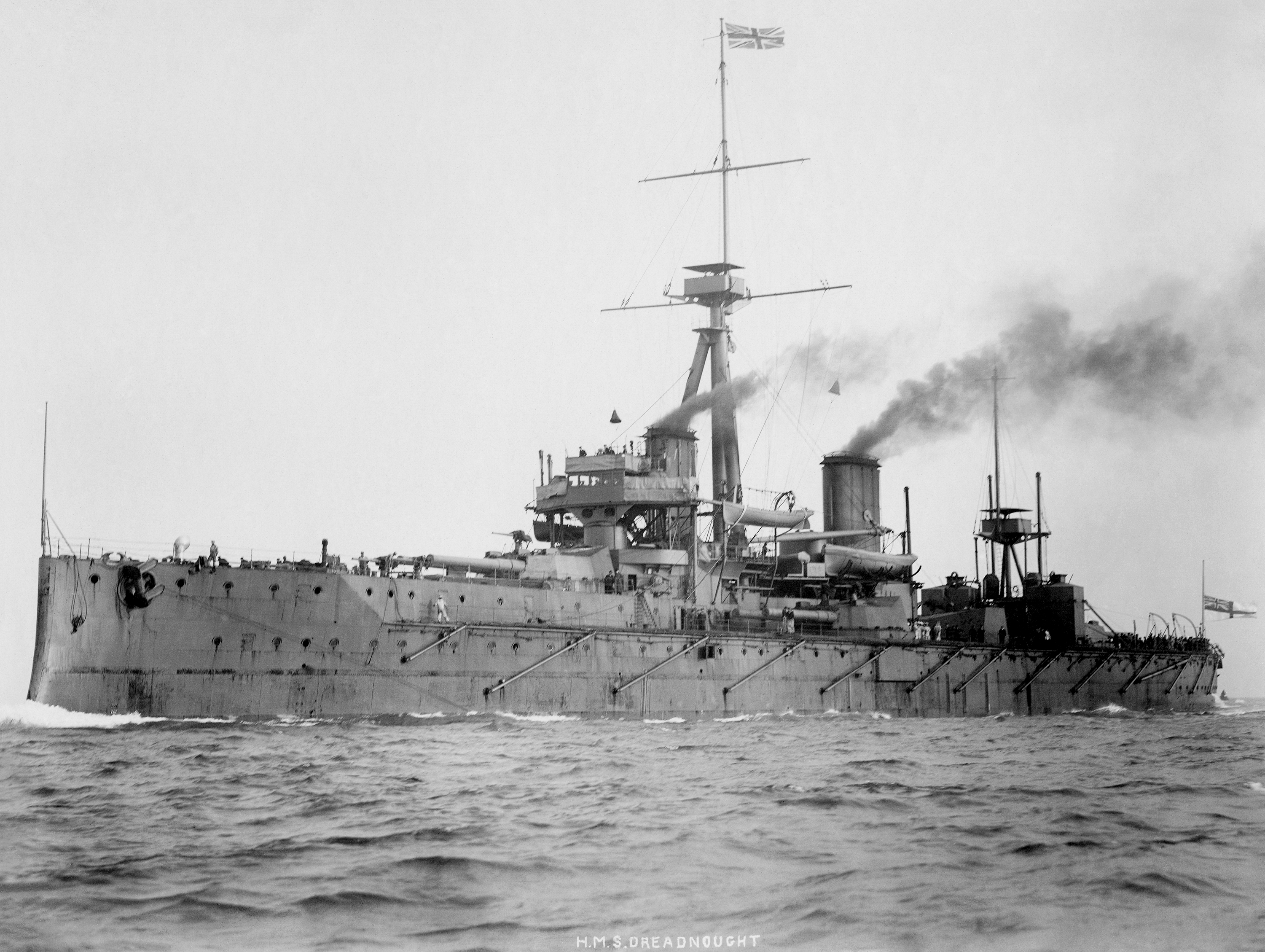
La construcción del acorazado británico HMS Dreadnought en 1906 reavivó la carrera armamentista entre las potencias, principalmente las europeas.

En los primeros años de la época eduardiana, la segunda guerra bóer en Sudáfrica dividió el país en facciones a favor y en contra del conflicto. Grandes oradores, como el liberal David Lloyd George que habló en contra de la guerra, se volvieron altamente influyentes, a pesar de que políticos a favor de la guerra como el conservador Joseph Chamberlain, tenían el poder. Las políticas imperialistas de los conservadores finalmente probaron ser impopulares y en las elecciones generales de 1906 los liberales ganaron por una amplia diferencia. El gobierno liberal no pudo proceder a realizar todo su programa fundamental debido a que no tuvieron el apoyo de la Cámara de los Lores, la cual estaba conformada en su mayoría por conservadores. El conflicto entre las dos cámaras del parlamento sobre el presupuesto público causó una reducción en el poder de los Lores en 1910. Las elecciones generales de ese año tuvieron como resultado un parlamento incapaz de emitir un veredicto y con el balance de poder en manos del Partido Laborista y el Partido Nacionalista Irlandés.

## Clase y sociedad
Socialmente, la época eduardiana fue un período durante el cual el sistema británico de clases sociales continuó siendo muy rígido. Sin embargo, los cambios económicos y sociales ayudaron a crear un ambiente en el cual había más movilidad social que en el pasado. Estos cambios incluyeron un creciente interés en el socialismo, una mayor atención a la situación apremiante de los pobres y el estatus de la mujer, abarcando temas como el sufragio femenino, conjuntamente con el incremento de oportunidades económicas causadas por la rápida industrialización. Estos cambios fueron acelerados debido a las repercusiones de la Primera Guerra Mundial.
Las clases bajas, como en períodos anteriores, fueron segregadas de la sociedad aristocrática y mercantil, manteniendo una vida alejada de los lujos disfrutados por otras clases sociales pero las innovaciones tecnológicas producto de la Revolución Industrial aumentaron la productividad y el bienestar de la población en general. Los ingresos en los hogares aumentaron debido a salarios más altos y la mortalidad disminuía constantemente desde 1870. En esta época disminuyó drásticamente la mortalidad infantil. El aumento de la alfabetización entre la clase media y baja permitieron un mayor acceso a la información y las ideas. Aunque la Inglaterra eduardiana continuaba manteniendo gran número de sirvientes domésticos tanto en las áreas urbanas como rurales, el número de empleados domésticos comenzó a disminuir debido a que menos jóvenes estaban dispuestos a ese trabajo.

### Moda
Las clases altas adoptaron como actividades de ocio variados deportes, causando un acelerado desarrollo de la moda, generado por la alta demanda de ropa más flexible. Entre las mujeres el uso diario de ajustados corsés, gradualmente fue siendo abandonado y las faldas de día empezaron a acortarse.

## Las artes

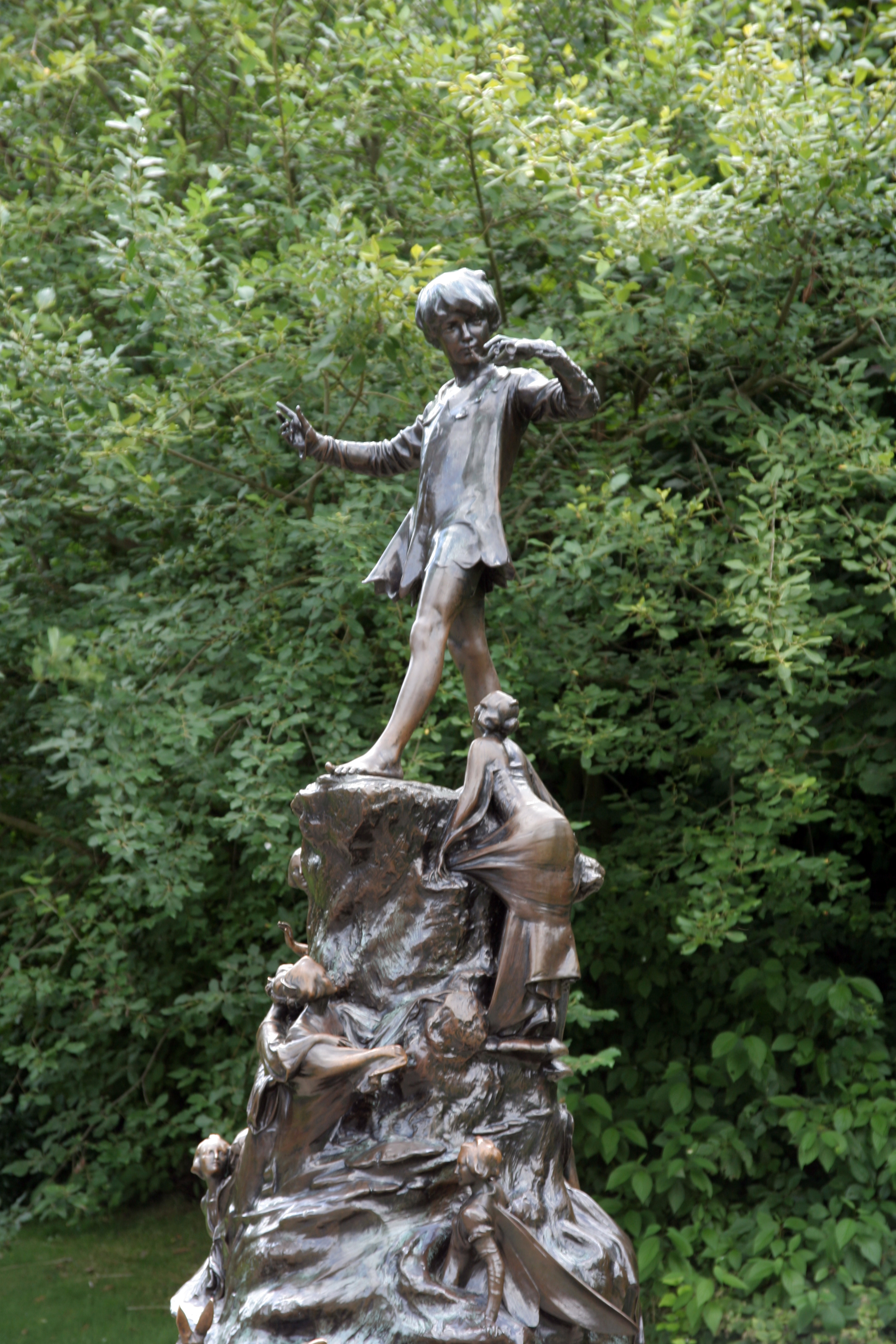
Estatua de Peter Pan (1912), Kensington Gardens.

El período eduardiano corresponde al final de la Belle Époque. A pesar de su corta preeminencia, el período es caracterizado por su estilo arquitectónico, moda y estilo de vida. El modernismo tuvo en particular una fuerte influencia.

### Literatura
En la ficción, algunos de los más distinguidos escritores son H. G. Wells, John Galsworthy, Arnold Bennett, Joseph Conrad, E.M. Forster, Kenneth Grahame, Lucy Maud Montgomery y P. G. Wodehouse. Aparte de estos famosos literatos, fue un período en el cual numerosas cantidades de novelas y cuentos cortos fueron publicados y consumidos, además emergió una significante distinción entre literatura intelectual y ficción popular. Entre los más famosos trabajos de crítica literaria se encontraba la obra de A. C. Bradley titulada Tragedia shakesperiana (en inglés, Shakespearean Tragedy), publicada en 1904. Los periódicos consumidos masivamente, controlados por los barones de la prensa como los hermanos Alfred Harmsworth, I vizconde de Northcliffe y Harold Harmsworth, I vizconde de Rothermere, se volvieron altamente importantes y la nueva prensa dejó de lado las noticias políticas e internacionales detalladas para atraer a las clases populares centrándose en los deportes, crímenes y sucesos, el sensacionalismo y los chismes sobre celebridades.

### Música
Las grabaciones musicales hasta entonces disponibles, tales como los cilindros de fonógrafo eran de mala calidad. Pero los discos de pizarra y los gramófonos se difundieron ahora ampliamente e hicieron surgir la moderna industria musical dedicada a la grabación, distribución y venta que desde entonces permitirá disfrutar de la música y canciones favoritos en cualquier momento y lugar. Las presentaciones en vivo, tanto amateur como profesionales, continuaron siendo populares en esta época. Entre algunos de los músicos activos de este período están Henry Joseph Wood, Edward Elgar, George Butterworth y Thomas Beecham. Las bandas de música militares frecuentemente realizaban presentaciones en parques durante el verano.

### Artes escénicas
La industria del cine aún estaba en sus inicios y la audiencia prefería presentaciones en directo en vez de películas. Los espectáculos de Music hall continuaron siendo populares y difundidos ampliamente, algunos de los mejores artistas incluían la imitadora masculina Vesta Tilley y el cómico Little Tich.
El teatro estuvo marcado por el surgimiento del nuevo drama, o las obras de George Bernard Shaw, Harley Granville-Barker, e importaciones continentales realizadas por Henrik Ibsen y Gerhart Hauptmann. El sistema de actor-director encabezado por Henry Irving, George Alexander y Herbert Beerbohm Tree, estaba en decadencia. 

### Arquitectura
Algunos de los notables arquitectos de este período fueron Edwain Lutyens, Charles Rennie Mackintosh y Giles Gilbert Scott.

## Ciencia y tecnología
Con el cambio de siglo hubo muchas grandes innovaciones. Los europeos continentales, como Max Planck, Albert Einstein y Sigmund Freud produjeron algunas de sus obras más grandiosas. Los primeros Premio Nobel fueron concedidos, y Ernest Rutherford publicó su libro titulado Radiactividad. Las primeras señales transatlánticas inalámbricas fueron enviadas por Guglielmo Marconi, y además los hermanos Wright realizaron su primer vuelo. 
Al final del período eduardiano, Louis Blériot cruzó el Canal de la Mancha por aire, también el barco más grande del mundo denominado RMS Olympic realizó su primer viaje. Los automóviles eran comunes en las ciudades al inicio de la guerra, y se realizaron las primeras expediciones al Polo Sur lideradas por Roald Amundsen y Robert Falcon Scott.

## Deportes

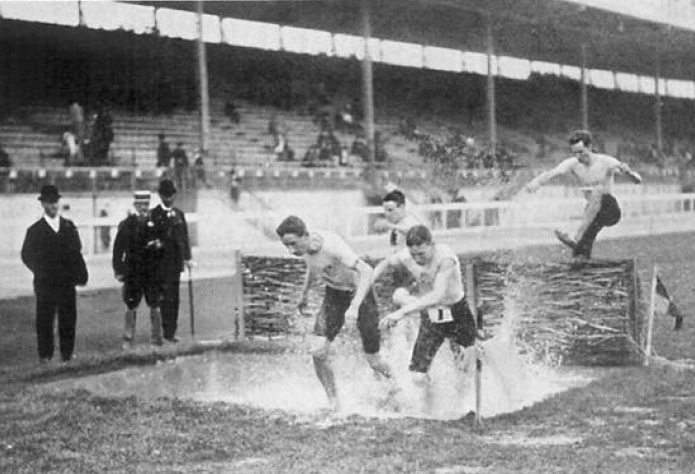
Juegos Olímpicos de 1908 en Londres.

En esta época se celebraron los Juegos Olímpicos de 1908 en Londres. La popularidad de los deportes tenía la tendencia de seguir las divisiones entre clases sociales, ya que el tenis o la navegación a vela eran populares entre los más ricos y el fútbol era el favorito de los más pobres. 

## Percepciones
El período eduardiano es frecuentemente considerado entre los británicos como una romántica época dorada, con largos atardeceres de verano, fiestas en el jardín, y damas con grandes sombreros. Esta percepción cultural surgió en los años 1920 de aquellos que recordaban la época eduardiana con nostalgia, mirando al pasado a su niñez a través del vasto, oscuro, y horrible abismo de la Primera Guerra Mundial. Posteriormente, la época eduardiana fue vista con ironía, como un período de placer mediocre comparado con los grandes logros de la época victoriana, que la precedió, y la gran catástrofe de la guerra que ocurriría después.
Evaluaciones recientes subrayan las grandes diferencias entre ricos y pobres durante este periodo y describen la época como precursora de grandes cambios en la vida política y social. El historiador Lawrence James ha argumentado que los dirigentes se sentían cada vez más amenazados por potencias rivales como Alemania, Rusia y Estados Unidos.Sin embargo, la repentina llegada de la Primera Guerra Mundial en el verano de 1914 fue en gran medida inesperada, excepto para la Royal Navy, porque había estado preparada y lista para la guerra.